# Федеральные автомобильные номера
Федеральные автомобильные номера  — официальные привилегированные государственные регистрационные знаки, на которых вместо цифр кода региона был изображён трёхцветный российский флаг. Неофициально известны как «триколоры» или «флаговые».
В соответствии с приказом Министра внутренних дел Российской Федерации от 3 марта 1997 года № 116 сотрудникам Госавтоинспекции рекомендовалось оказывать содействие в безопасном проезде автомобилей с особыми регистрационными знаками и запрещалось останавливать и досматривать их.
Постановлением Правительства Российской Федерации от 1 декабря 2006 г. № 737 Министерству внутренних дел Российской Федерации было поручено до 1 февраля 2007 года осуществить перерегистрацию транспортных средств, на которых были установлены особые государственные регистрационные знаки, с заменой этих знаков на государственные регистрационные знаки установленного образца.

## Серии

### 1996—1997 гг.
Постановлением Правительства Российской Федерации от 8 января 1996 г. № 3 был утвержден перечень органов государственной власти и организаций, должностные лица которых обслуживаются автотранспортом с особыми государственными регистрационными знаками (постановлением Правительства Российской Федерации от 4 февраля 1997 г. № 138 перечень изложен в новой редакции).
Перечень содержал номера знаков и названия органов государственной власти, которые ими пользовались. Конкретные должностные лица, на автотранспорт которых устанавливались особые государственные регистрационные знаки, определялись Управлением делами Президента Российской Федерации.
- В 001 АА — В 299 АА — Администрация Президента Российской Федерации
- Р 001 АА — Р 999 АА — Полномочные представители Президента Российской Федерации, органы законодательной и исполнительной власти субъектов Российской Федерации
- А 001 АС — А 100 АС — Совет Федерации Федерального Собрания и его Аппарат
- А 001 АМ — А 999 АМ — Государственная Дума Федерального Собрания и её Аппарат
- А 001 АВ — А 999 АВ — Правительство Российской Федерации и его Аппарат
- А 001 АА — А 999 АА — ГУО России
- А 001 АК — А 100 АК — Конституционный Суд Российской Федерации
- А 101 АК — А 200 АК — Верховный Суд Российской Федерации
- А 201 АК — А 300 АК — Высший Арбитражный Суд Российской Федерации
- А 301 АК — А 400 АК — Генеральная прокуратура Российской Федерации
- А 001 АТ — А 100 АТ — ФАПСИ
- А 501 АК — А 600 АК — Счетная палата Российской Федерации

### 1997—2001 г.
Постановлением Правительства Российской Федерации от 4 февраля 1997 г. № 138 были утверждены перечень органов государственной власти и организаций, должностные лица которых обслуживаются автотранспортом с особыми государственными регистрационными знаками и перечень должностных лиц органов государственной власти и организаций, на служебные автомобили которых устанавливаются особые государственные регистрационные знаки (оба перечня утратили силу постановлением Правительства Российской Федерации от 4 января 2000 г. № 2).
Первый перечень содержал номера знаков и названия органов государственной власти, которые ими пользовались, а второй — названия конкретных должностей, за которыми закреплялся автотранспорт с особыми государственными регистрационными знаками.
Перечень органов государственной власти и организаций, должностные лица которых обслуживаются автотранспортом с особыми государственными регистрационными знаками:
- В 001 АА — В 299 АА — Администрация Президента Российской Федерации
- Р 001 АА — Р 999 АА — Полномочные представители Президента Российской Федерации, органы законодательной и исполнительной власти субъектов Российской Федерации.
- А 001 АС — А 100 АС — Совет Федерации Федерального Собрания Российской Федерации и его Аппарат
- А 001 АМ — А 999 АМ — Государственная Дума Федерального Собрания Российской Федерации и её Аппарат
- А 001 АВ — А 999 АВ — Правительство Российской Федерации и его Аппарат
- А 001 АА — А 999 АА — ФСО России
- А 001 АК — А 100 АК — Конституционный Суд Российской Федерации
- А 101 АК — А 200 АК — Верховный Суд Российской Федерации
- А 201 АК — А 300 АК — Высший Арбитражный Суд Российской Федерации
- А 301 АК — А 400 АК — Генеральная прокуратура Российской Федерации
- А 401 АК — А 450 АК — Центральная избирательная комиссия Российской Федерации
- А 501 АК — А 600 АК — Счетная палата Российской Федерации
- К 001 РР — К 999 РР — резервная серия особых государственных регистрационных знаков

Перечень должностных лиц органов государственной власти и организаций, на служебные автомобили которых устанавливаются особые государственные регистрационные знаки:
- Руководитель Администрации Президента Российской Федерации
- Первый заместитель Руководителя Администрации Президента Российской Федерации
- Заместители Руководителя Администрации Президента Российской Федерации
- Заместитель Руководителя Администрации Президента Российской Федерации — заведующий Канцелярией Президента Российской Федерации
- Заместители Руководителя Администрации Президента Российской Федерации — начальники главных управлений Президента Российской Федерации
- Секретарь Совета Безопасности Российской Федерации
- Заместители Секретаря Совета Безопасности Российской Федерации
- Руководитель аппарата Совета Безопасности Российской Федерации
- Секретарь Совета обороны Российской Федерации
- Руководитель аппарата Совета обороны Российской Федерации
- Помощники Президента Российской Федерации
- Полномочный представитель Президента Российской Федерации в Совете Федерации Федерального Собрания Российской Федерации
- Полномочный представитель Президента Российской Федерации в Государственной Думе Федерального Собрания Российской Федерации
- Полномочный представитель Президента Российской Федерации в Конституционном Суде Российской Федерации
- Полномочный представитель Президента Российской Федерации в Республике Северная Осетия — Алания и Республике Ингушетия
- Пресс-секретарь Президента Российской Федерации
- Руководитель Пресс-службы Президента Российской Федерации
- Председатели комитетов при Президенте Российской Федерации
- Председатели комиссий при Президенте Российской Федерации
- Руководитель Секретариата Руководителя Администрации Президента Российской Федерации
- Начальники главных управлений, управлений Президента Российской Федерации, Администрации Президента Российской Федерации
- Советники Президента Российской Федерации
- Референты Президента Российской Федерации
- Заместители руководителя Секретариата Руководителя Администрации Президента Российской Федерации
- Председатель Судебной палаты по информационным спорам при Президенте Российской Федерации
- Управляющий делами Президента Российской Федерации
- Заместители управляющего делами Президента Российской Федерации
- Директор Медицинского центра Управления делами Президента Российской Федерации
- Первый заместитель директора Медицинского центра Управления делами Президента Российской Федерации
- Председатель Правительства Российской Федерации
- Первые заместители Председателя Правительства Российской Федерации
- Заместители Председателя Правительства Российской Федерации
- Министры Российской Федерации
- Председатель Экспертного совета при Правительстве Российской Федерации
- Полномочный представитель Правительства Российской Федерации в Чеченской Республике
- Руководитель Аппарата Правительства Российской Федерации
- Первый заместитель Руководителя Аппарата Правительства Российской Федерации
- Заместители Руководителя Аппарата Правительства Российской Федерации
- Руководитель Секретариата Председателя Правительства Российской Федерации
- Заместитель руководителя Секретариата Председателя Правительства Российской Федерации
- Помощники Председателя Правительства Российской Федерации
- Руководители секретариатов заместителей Председателя Правительства Российской Федерации
- Начальники департаментов и управлений Аппарата Правительства Российской Федерации
- Начальник Федерального управления специального строительства при Правительстве Российской Федерации
- Святейший Патриарх Московский и Всея Руси
- Начальник Генерального штаба Вооруженных Сил Российской Федерации — первый заместитель Министра обороны Российской Федерации
- Первый заместитель Министра обороны Российской Федерации
- Председатели государственных комитетов Российской Федерации
- Руководители и директора федеральных служб Российской Федерации
- Начальники федеральных надзоров Российской Федерации
- Председатель Федеральной энергетической комиссии Российской Федерации
- Председатель Федеральной комиссии по рынку ценных бумаг
- Председатель Федеральной комиссии по недвижимому имуществу и оценке недвижимости
- Генеральный директор Российского агентства по патентам и товарным знакам
- Генеральный директор Российского космического агентства
- Генеральный директор Федерального агентства правительственной связи и информации при Президенте Российской Федерации
- Генеральный директор Информационного телеграфного агентства России (ИТАР-ТАСС)
- Директор Государственной фельдъегерской службы при Правительстве Российской Федерации (включен в перечень постановлением Правительства Российской Федерации от 29 декабря 1997 г. № 1649)
- Исполнительный секретарь Содружества Независимых Государств
- Начальник штаба по координации военного сотрудничества Содружества Независимых Государств
- Президент Российской академии наук
- Председатель Центрального банка Российской Федерации
- Председатель Совета Федерации Федерального Собрания Российской Федерации
- Заместители Председателя Совета Федерации Федерального Собрания Российской Федерации
- Председатели комитетов и постоянных комиссий Совета Федерации Федерального Собрания Российской Федерации
- Руководитель Аппарата Совета Федерации Федерального Собрания Российской Федерации
- Первые заместители Руководителя Аппарата Совета Федерации Федерального Собрания Российской Федерации
- Заместитель Руководителя Аппарата — начальник Управления делами Совета Федерации Федерального Собрания Российской Федерации
- Руководитель Секретариата Председателя Совета Федерации Федерального Собрания Российской Федерации
- Председатель Государственной Думы Федерального Собрания Российской Федерации
- Заместители Председателя Государственной Думы Федерального Собрания Российской Федерации
- Руководители депутатских объединений Государственной Думы Федерального Собрания Российской Федерации
- Председатели комитетов Государственной Думы Федерального Собрания Российской Федерации
- Руководитель Аппарата Государственной Думы Федерального Собрания Российской Федерации
- Первый заместитель Руководителя Аппарата — управляющий делами Государственной Думы Федерального Собрания Российской Федерации
- Заместители Руководителя Аппарата Государственной Думы Федерального Собрания Российской Федерации
- Руководитель Секретариата Председателя Государственной Думы Федерального Собрания Российской Федерации
- Президенты республик (главы республик) в составе Российской Федерации
- Главы исполнительной власти субъектов Российской Федерации
- Заместители мэра Москвы
- Первый заместитель главы администрации Московской области
- Главы законодательной (представительной) власти субъектов Российской Федерации
- Полномочные представители Президента Российской Федерации в субъектах Российской Федерации
- Постоянные представители республик в составе Российской Федерации при Президенте Российской Федерации, руководители представительств администраций краев, областей, автономных округов, правительств Ленинградской области и г. Санкт-Петербурга при Правительстве Российской Федерации
- Председатель Конституционного Суда Российской Федерации
- Заместитель Председателя Конституционного Суда Российской Федерации
- Судья-секретарь Конституционного Суда Российской Федерации
- Судьи Конституционного Суда Российской Федерации
- Председатель Верховного Суда Российской Федерации
- Заместители Председателя Верховного Суда Российской Федерации
- Председатель Военной коллегии Верховного Суда Российской Федерации
- Председатель Высшего Арбитражного Суда Российской Федерации
- Заместители Председателя Высшего Арбитражного Суда Российской Федерации
- Генеральный прокурор Российской Федерации
- Заместители Генерального прокурора Российской Федерации
- Начальник Управления делами Генеральной прокуратуры Российской Федерации
- Председатель Счетной палаты Российской Федерации
- Заместители Председателя Счетной палаты Российской Федерации
- Аудиторы Счетной палаты Российской Федерации
- Руководитель аппарата Счетной палаты Российской Федерации
- Председатель Центральной избирательной комиссии Российской Федерации
- Заместитель председателя Центральной избирательной комиссии Российской Федерации

### 2000—2002 гг.
Постановлением Правительства Российской Федерации от 4 января 2000 г. № 2 был утвержден перечень должностных лиц органов государственной власти и организаций, на служебные легковые автомобили которых устанавливаются особые государственные регистрационные знаки (постановлением Правительства Российской Федерации от 23 января 2002 г. № 35 перечень изложен в новой редакции).
- А***АА[1] — Лица, подлежащие государственной охране в соответствии с Федеральным законом «О государственной охране»
- В***АА
  - Руководитель Администрации Президента Российской Федерации
  - Заместители Руководителя Администрации Президента Российской Федерации
  - Секретарь Совета Безопасности Российской Федерации
  - Заместители Секретаря Совета Безопасности Российской Федерации
  - Уполномоченный по правам человека в Российской Федерации
  - Руководитель аппарата Уполномоченного по правам человека в Российской Федерации
  - Помощники Президента Российской Федерации
  - Полномочные представители Президента Российской Федерации в Совете Федерации Федерального Собрания Российской Федерации, Государственной Думе Федерального Собрания Российской Федерации, Конституционном Суде Российской Федерации
  - Полномочный представитель Президента Российской Федерации в государствах — участниках Содружества Независимых Государств
  - Полномочный представитель Президента Российской Федерации в Республике Северная Осетия — Алания и Республике Ингушетия, в соответствии с постановлением Правительства Российской Федерации от 17 февраля 2000 г. № 136 — Полномочные представители Президента Российской Федерации в регионах Российской Федерации
  - Пресс-секретарь Президента Российской Федерации
  - Председатели комитетов при Президенте Российской Федерации
  - Председатели комиссий при Президенте Российской Федерации
  - Руководитель Секретариата Руководителя Администрации Президента Российской Федерации
  - Первый заместитель руководителя Секретариата Руководителя Администрации Президента Российской Федерации
  - Начальники главных управлений (управлений) Президента Российской Федерации, Администрации Президента Российской Федерации
  - Руководитель протокола Президента Российской Федерации (включен в перечень постановлением Правительства Российской Федерации от 19 января 2000 г. № 48)
  - Заместитель начальника Управления протокола Президента Российской Федерации
  - Советники Президента Российской Федерации
  - Референты Президента Российской Федерации
  - Председатель Судебной палаты по информационным спорам при Президенте Российской Федерации
  - Управляющий делами Президента Российской Федерации
  - Заместители управляющего делами Президента Российской Федерации
  - Президент-ректор Российской академии государственной службы при Президенте Российской Федерации
  - Патриарх Московский и всея Руси
  - Президент Российской академии наук
- А***АВ
  - Председатель Правительства Российской Федерации
  - Первые заместители Председателя Правительства Российской Федерации
  - Заместители Председателя Правительства Российской Федерации
  - Министры Российской Федерации
  - Первые заместители министров Российской Федерации
  - Заместители министров Российской Федерации
  - Председатель Экспертного совета при Правительстве Российской Федерации
  - Заместители Руководителя Аппарата Правительства Российской Федерации
  - Руководитель Секретариата Председателя Правительства Российской Федерации
  - Заместитель руководителя Секретариата Председателя Правительства Российской Федерации
  - Помощники Председателя Правительства Российской Федерации
  - Руководители секретариатов заместителей Председателя Правительства Российской Федерации
  - Начальники департаментов и управлений Аппарата Правительства Российской Федерации
  - Председатели государственных комитетов Российской Федерации
  - Первые заместители председателя ГТК России
  - Руководители и директора федеральных служб России
  - Заместители руководителей и директоров СВР России, ФСБ России, ФСНП России, ФСО России, ФПС России
  - Директор Государственной фельдъегерской службы при Правительстве Российской Федерации, в соответствии с постановлением Правительства Российской Федерации от 21 ноября 2000 г. № 869 — Директор Государственной фельдъегерской службы Российской Федерации
  - Председатели федеральных комиссий России
  - Генеральные директора российских агентств
  - Первый заместитель генерального директора ФАПСИ
  - Начальники федеральных надзоров России
  - Начальник Государственной хлебной инспекции при Правительстве Российской Федерации
  - Директор Федерального долгового центра при Правительстве Российской Федерации
  - Председатель Банка России
  - Первые заместители Председателя Банка России
  - Генеральный директор федерального государственного унитарного предприятия «Государственная компания «Росвооружение»
  - Первый заместитель генерального директора федерального государственного унитарного предприятия «Государственная компания «Росвооружение»
- А***АС
  - Председатель Совета Федерации Федерального Собрания Российской Федерации
  - Заместители Председателя Совета Федерации Федерального Собрания Российской Федерации
  - Председатели комитетов и постоянных комиссий Совета Федерации Федерального Собрания Российской Федерации
  - Руководитель Аппарата Совета Федерации Федерального Собрания Российской Федерации
  - Первые заместители Руководителя Аппарата Совета Федерации Федерального Собрания Российской Федерации
  - Заместитель Руководителя Аппарата — начальник Управления делами Совета Федерации Федерального Собрания Российской Федерации
  - Руководитель Секретариата Председателя Совета Федерации Федерального Собрания Российской Федерации
  - Члены Совета Федерации Федерального Собрания Российской Федерации (особый государственный регистрационный знак мог выдаваться члену Совета Федерации для оборудования личного легкового автомобиля (вместо служебного), используемого им для осуществления своих полномочий)
  - Председатель Центральной избирательной комиссии Российской Федерации
- А***АМ
  - Председатель Государственной Думы Федерального Собрания Российской Федерации
  - Заместители Председателя Государственной Думы Федерального Собрания Российской Федерации
  - Руководители фракций и депутатских объединений Государственной Думы Федерального Собрания Российской Федерации
  - Председатели комитетов Государственной Думы Федерального Собрания Российской Федерации
  - Руководитель Аппарата Государственной Думы Федерального Собрания Российской Федерации
  - Первый заместитель Руководителя Аппарата — управляющий делами Государственной Думы Федерального Собрания Российской Федерации
  - Заместитель Руководителя Аппарата Государственной Думы Федерального Собрания Российской Федерации (включен в печень постановлением Правительства Российской Федерации от 7 февраля 2000 г. № 107)
  - Руководитель Секретариата Председателя Государственной Думы Федерального Собрания Российской Федерации
  - Заместитель руководителя Секретариата Председателя Государственной Думы Федерального Собрания Российской Федерации (включен в печень постановлением Правительства Российской Федерации от 7 февраля 2000 г. № 107)
  - Начальники управлений Аппарата Государственной Думы Федерального Собрания Российской Федерации (включены в перечень постановлением Правительства Российской Федерации от 7 февраля 2000 г. № 107)
  - Депутаты Государственной Думы Федерального Собрания Российской Федерации (особый государственный регистрационный знак мог выдаваться депутату Государственной Думы для оборудования личного легкового автомобиля (вместо служебного), используемого им для осуществления своих полномочий)
  - Председатель Счетной палаты Российской Федерации
  - Заместители Председателя Счетной палаты Российской Федерации
- А***АК
  - Председатель Конституционного Суда Российской Федерации
  - Заместители Председателя Конституционного Суда Российской Федерации, в соответствии с постановлением Правительства Российской Федерации от 19 января 2000 г. № 48 — Заместитель Председателя Конституционного Суда Российской Федерации
  - Судьи Конституционного Суда Российской Федерации
  - Судья-секретарь Конституционного Суда Российской Федерации
  - Председатель Верховного Суда Российской Федерации
  - Заместители Председателя Верховного Суда Российской Федерации
  - Председатель Военной коллегии Верховного Суда Российской Федерации
  - Председатель Высшего Арбитражного Суда Российской Федерации
  - Заместители Председателя Высшего Арбитражного Суда Российской Федерации
  - Председатели федеральных арбитражных судов округов
  - Генеральный прокурор Российской Федерации
  - Заместители Генерального прокурора Российской Федерации, начальник управления делами Генеральной прокуратуры Российской Федерации
- Т***ТТ
  - Постоянные представители республик в составе Российской Федерации при Президенте Российской Федерации, руководители представительств администраций краев, областей, автономной области, автономных округов, г. Санкт-Петербурга при Правительстве Российской Федерации
  - Первые заместители премьера правительства Москвы, первый вице-губернатор Московской области

### 2002—2004 гг.
Постановлением Правительства Российской Федерации от 23 января 2002 г. № 35 был утвержден перечень должностных лиц органов государственной власти и организаций, на служебные легковые автомобили которых устанавливаются особые государственные регистрационные знаки (утратил силу постановлением Правительства Российской Федерации от 17 сентября 2004 г. № 482).
- А***АА — Лица, подлежащие государственной охране в соответствии с Федеральным законом «О государственной охране»
- В***АА
  - Руководитель Администрации Президента Российской Федерации
  - Первые заместители, заместители Руководителя Администрации Президента Российской Федерации
  - Секретарь Совета Безопасности Российской Федерации
  - Полномочные представители Президента Российской Федерации в Совете Федерации Федерального Собрания Российской Федерации, Государственной Думе Федерального Собрания Российской Федерации, Конституционном Суде Российской Федерации
  - Полномочный представитель Президента Российской Федерации в Республике Северная Осетия — Алания и Республике Ингушетия
  - Первые заместители, заместители Секретаря Совета Безопасности Российской Федерации, руководитель аппарата Совета Безопасности Российской Федерации
  - Помощники Президента Российской Федерации
  - Советники Президента Российской Федерации
  - Старшие референты, референты Президента Российской Федерации
  - Специальные представители Президента Российской Федерации
  - Уполномоченный Российской Федерации при Европейском суде по правам человека
  - Руководитель протокола Президента Российской Федерации
  - Пресс-секретарь Президента Российской Федерации
  - Руководитель Секретариата Руководителя Администрации Президента Российской Федерации
  - Первый заместитель, заместители руководителя Секретариата Руководителя Администрации Президента Российской Федерации
  - Помощники Руководителя Администрации Президента Российской Федерации
  - Руководители аппаратов первых заместителей и заместителей Руководителя Администрации Президента Российской Федерации
  - Начальники главных управлений (управлений) Президента Российской Федерации, заведующий Канцелярией Президента Российской Федерации
  - Начальник Службы специальных объектов при Президенте Российской Федерации
  - Первые заместители начальников главных управлений (управлений) Президента Российской Федерации, заместители начальника Управления протокола Президента Российской Федерации
  - Первые заместители, заместители полномочных представителей Президента Российской Федерации в федеральных округах
  - Главные федеральные инспекторы в субъектах Российской Федерации аппаратов полномочных представителей Президента Российской Федерации в федеральных округах
  - Управляющий делами Президента Российской Федерации
  - Первые заместители, заместители управляющего делами Президента Российской Федерации
  - Председатель Гостехкомиссии России
  - Президент-ректор Российской академии государственной службы при Президенте Российской Федерации
  - Уполномоченный по правам человека в Российской Федерации
  - Руководитель аппарата Уполномоченного по правам человека в Российской Федерации
  - Патриарх Московский и всея Руси
  - Верховный муфтий, председатель Центрального духовного управления мусульман России и европейских стран СНГ
  - Председатель Духовного управления мусульман Европейской части России, председатель Совета муфтиев России
  - Главный раввин России, председатель Объединения раввинов Содружества Независимых Государств
  - Президент Российской академии наук
  - Государственный секретарь Союзного государства
  - Председатель Исполнительного комитета — Исполнительный Секретарь Содружества Независимых Государств
  - Заместитель Председателя Совета министров обороны государств — участников Содружества Независимых Государств — начальник Штаба по координации военного сотрудничества государств — участников Содружества Независимых Государств
  - Генеральный секретарь Совета коллективной безопасности государств — участников Договора о коллективной безопасности
  - Руководитель Антитеррористического центра государств — участников Содружества Независимых Государств
  - Полномочные представители Президента Российской Федерации в федеральных округах
- А***АВ
  - Заместители Председателя Правительства Российской Федерации
  - Министры Российской Федерации
  - Первый заместитель, заместители Руководителя Аппарата Правительства Российской Федерации, Руководитель Секретариата Председателя Правительства Российской Федерации
  - Первые заместители, заместители министров Российской Федерации
  - Начальник Генерального штаба Вооруженных Сил Российской Федерации
  - Заместители руководителя Секретариата Председателя Правительства Российской Федерации
  - Помощники Председателя Правительства Российской Федерации
  - Советники Председателя Правительства Российской Федерации
  - Руководители секретариатов заместителей Председателя Правительства Российской Федерации, руководитель Секретариата Руководителя Аппарата Правительства Российской Федерации
  - Начальники департаментов и управлений Аппарата Правительства Российской Федерации
  - Председатель Экспертного совета при Правительстве Российской Федерации
  - Председатели государственных комитетов Российской Федерации
  - Руководители, генеральные директора, директора и начальники федеральных служб
  - Первые заместители и заместители директоров СВР России, ФСБ России, ФСНП России, ФСО России, ФПС России, ФАПСИ, председателя ГТК России, в соответствии с постановлением Правительства Российской Федерации от 6 февраля 2004 г. № 51 — Первые заместители и заместители директоров СВР России, ФСБ России, ФСО России, ФПС России, ФАПСИ, председателя ГТК России, председателя Госнаркоконтроля России
  - Председатели федеральных комиссий России
  - Генеральные директора российских агентств
  - Начальники федеральных надзоров России
  - Полномочные представители Правительства Российской Федерации в Государственной Думе Федерального Собрания Российской Федерации, в Совете Федерации Федерального Собрания Российской Федерации, полномочный представитель Правительства Российской Федерации в Конституционном Суде Российской Федерации, Верховном Суде Российской Федерации и Высшем Арбитражном Суде Российской Федерации
  - Начальник Росгосхлебинспекции
  - Председатель Российского фонда федерального имущества
  - Генеральный директор ИТАР-ТАСС
  - Председатель ВГТРК
  - Председатель Банка России
  - Первые заместители Председателя Банка России
  - Председатель правления Пенсионного фонда Российской Федерации
  - Генеральный директор, первый заместитель генерального директора федерального государственного унитарного предприятия «Рособоронэкспорт»
  - Председатель Межгосударственного авиационного комитета
  - Ректор Финансовой академии при Правительстве Российской Федерации
  - Генеральный директор государственной транспортной компании «Россия»
  - Председатель правления открытого акционерного общества «Газпром»
  - Председатель правления Российского акционерного общества «ЕЭС России»
  - Генеральный директор открытого акционерного общества «Аэрофлот — российские авиалинии»
  - Президент концерна «Росэнергоатом»
  - Председатель центрального совета РОСТО
- А***АС
  - Первый заместитель, заместители Председателя Совета Федерации Федерального Собрания Российской Федерации
  - Члены Совета Федерации Федерального Собрания Российской Федерации (обслуживаемые служебным легковым автотранспортом)
  - Руководитель Аппарата Совета Федерации Федерального Собрания Российской Федерации
  - Первый заместитель, заместители Руководителя Аппарата Совета Федерации Федерального Собрания Российской Федерации
  - Заместитель Руководителя Аппарата Совета Федерации Федерального Собрания Российской Федерации — начальник Управления делами
  - Руководитель Секретариата Председателя Совета Федерации Федерального Собрания Российской Федерации
  - Председатель Центральной избирательной комиссии Российской Федерации
  - Заместитель Председателя Центральной избирательной комиссии Российской Федерации
  - Секретарь Центральной избирательной комиссии Российской Федерации
- А***АМ
  - Члены Совета Федерации Федерального Собрания Российской Федерации (пользующиеся личными легковыми автомобилями)
  - Депутаты Государственной Думы Федерального Собрания Российской Федерации (пользующиеся личными легковыми автомобилями)
- А***АО
  - Первый заместитель, заместители Председателя Государственной Думы Федерального Собрания Российской Федерации
  - Депутаты Государственной Думы Федерального Собрания Российской Федерации (обслуживаемые служебным легковым автотранспортом)
  - Руководитель Аппарата Государственной Думы Федерального Собрания Российской Федерации
  - Первый заместитель Руководителя Аппарата — управляющий делами Государственной Думы Федерального Собрания Российской Федерации
  - Заместители Руководителя Аппарата Государственной Думы Федерального Собрания Российской Федерации
  - Руководитель Секретариата Председателя Государственной Думы Федерального Собрания Российской Федерации
  - Генеральный секретарь — руководитель Секретариата Совета Межпарламентской Ассамблеи государств — участников Содружества Независимых Государств
  - Председатель Счетной палаты Российской Федерации
  - Заместители Председателя Счетной палаты Российской Федерации
  - Аудиторы Счетной палаты Российской Федерации
  - Руководитель аппарата Счетной палаты Российской Федерации
- А***АК
  - Заместитель Председателя Конституционного Суда Российской Федерации
  - Судьи Конституционного Суда Российской Федерации
  - Судья-секретарь Конституционного Суда Российской Федерации
  - Первые заместители и заместители Председателя Верховного Суда Российской Федерации
  - Председатель Военной коллегии Верховного Суда Российской Федерации
  - Генеральный директор Судебного департамента при Верховном Суде Российской Федерации
  - Первый заместитель и заместители Председателя Высшего Арбитражного Суда Российской Федерации
  - Председатели федеральных арбитражных судов округов
  - Первый заместитель и заместители Генерального прокурора Российской Федерации
  - Начальник управления делами Генеральной прокуратуры Российской Федерации
- А***АР
  - Высшее должностное лицо (руководитель высшего исполнительного органа государственной власти) субъекта Российской Федерации
  - Руководитель законодательного (представительного) органа государственной власти субъекта Российской Федерации

### 2004—2006 гг.
Постановлением Правительства Российской Федерации от 17 сентября 2004 г. № 482 был утвержден перечень должностных лиц органов государственной власти и организаций, на служебные легковые автомобили которых устанавливаются особые государственные регистрационные знаки (утратил силу постановлением Правительства Российской Федерации от 1 декабря 2006 г. № 737).
- А***АА — Лица, подлежащие государственной охране в соответствии с Федеральным законом «О государственной охране»
- В***АА
  - Руководитель Администрации Президента Российской Федерации
  - Секретарь Совета Безопасности Российской Федерации
  - Заместители Руководителя Администрации Президента Российской Федерации — помощники Президента Российской Федерации
  - Помощники Президента Российской Федерации, помощники Президента Российской Федерации — начальники управлений
  - Руководитель протокола Президента Российской Федерации
  - Пресс-секретарь Президента Российской Федерации
  - Полномочные представители Президента Российской Федерации в федеральных округах, в Совете Федерации Федерального Собрания Российской Федерации, Государственной Думе Федерального Собрания Российской Федерации, Конституционном Суде Российской Федерации
  - Специальные представители Президента Российской Федерации
  - Советники Президента Российской Федерации
  - Руководитель Секретариата Руководителя Администрации Президента Российской Федерации
  - Начальник Референтуры, старший референт, референты Президента Российской Федерации
  - Начальники управлений Президента Российской Федерации, заведующий Канцелярией Президента Российской Федерации, начальник Главного управления специальных программ Президента Российской Федерации
  - Заместители руководителя Секретариата Руководителя Администрации Президента Российской Федерации
  - Помощники Руководителя Администрации Президента Российской Федерации
  - Заместители, помощники Секретаря Совета Безопасности Российской Федерации
  - Первый заместитель, заместитель руководителя протокола Президента Российской Федерации
  - Первый заместитель, заместитель пресс-секретаря Президента Российской Федерации
  - Заместители начальников управлений Президента Российской Федерации
  - Руководители аппаратов заместителей Руководителя Администрации Президента Российской Федерации — помощников Президента Российской Федерации и помощников Президента Российской Федерации
  - Уполномоченный Российской Федерации при Европейском Суде по правам человека
  - Заместители, помощники полномочных представителей Президента Российской Федерации в федеральных округах
  - Главные федеральные инспекторы в субъектах Российской Федерации аппаратов полномочных представителей Президента Российской Федерации в федеральных округах
  - Управляющий делами Президента Российской Федерации
  - Первый заместитель, заместители управляющего делами Президента Российской Федерации
  - Начальники главных управлений Управления делами Президента Российской Федерации
  - Президент-ректор Российской академии государственной службы при Президенте Российской Федерации
  - Уполномоченный по правам человека в Российской Федерации
  - Патриарх Московский и всея Руси
  - Верховный муфтий, председатель Центрального духовного управления мусульман России и европейских стран СНГ
  - Председатель Духовного управления мусульман Европейской части России, председатель Совета муфтиев России
  - Главный раввин России, председатель Объединения раввинов Содружества Независимых Государств
  - Глава Буддийской традиционной сангхи России (включен в перечень постановлением Правительства Российской Федерации от 29 января 2005 г. № 44)
  - Президент Российской академии наук
  - Государственный секретарь Союзного государства
  - Председатель Исполнительного комитета — Исполнительный секретарь Содружества Независимых Государств
  - Заместитель Председателя Совета министров обороны государств — участников Содружества Независимых Государств — начальник Штаба по координации военного сотрудничества государств — участников Содружества Независимых Государств
  - Генеральный секретарь Совета коллективной безопасности государств — участников Договора о коллективной безопасности
  - Руководитель Антитеррористического центра государств — участников Содружества Независимых Государств
  - Начальник Службы специальных объектов при Президенте Российской Федерации
  - Председатель Межведомственной комиссии по защите государственной тайны, директор ФСТЭК России (включен в перечень постановлением Правительства Российской Федерации от 16 марта 2005 г. № 128)
  - Иные должностные лица, осуществляющие оперативное обеспечение деятельности Президента Российской Федерации (определяются Руководителем Администрации Президента Российской Федерации, но не более 10 должностных лиц)
- А***АВ
  - Члены Правительства Российской Федерации
  - Заместители Руководителя Аппарата Правительства Российской Федерации, руководитель Секретариата Председателя Правительства Российской Федерации
  - Первые заместители, заместители министров Российской Федерации
  - Заместители руководителя Секретариата Председателя Правительства Российской Федерации — помощники Председателя Правительства Российской Федерации, помощники, референты Председателя Правительства Российской Федерации
  - Руководители Секретариата Заместителя Председателя Правительства Российской Федерации, руководитель Секретариата Руководителя Аппарата Правительства Российской Федерации
  - Директора департаментов Правительства Российской Федерации
  - Руководители (директора) федеральных служб и федеральных агентств, директор ГФС России
  - Первые заместители, заместители директоров, начальники служб СВР России, ФСБ России, ФСО России, заместители директора ФСКН России, заместители руководителя ФТС России, начальники служб Минобороны России
  - Главнокомандующие Сухопутными войсками, Военно-воздушными силами, Военно-Морским Флотом, командующие Ракетными войсками стратегического назначения, Воздушно-десантными, Космическими войсками и Железнодорожными войсками Российской Федерации, главнокомандующий Внутренними войсками МВД России
  - Директора департаментов министерств, руководство которыми осуществляет Правительство Российской Федерации
  - Полномочные представители Правительства Российской Федерации в Совете Федерации Федерального Собрания Российской Федерации, в Государственной Думе Федерального Собрания Российской Федерации, полномочный представитель Правительства Российской Федерации в Конституционном Суде Российской Федерации, Верховном Суде Российской Федерации и Высшем Арбитражном Суде Российской Федерации
  - Председатель Российского фонда федерального имущества
  - Председатель Фонда социального страхования Российской Федерации
  - Председатель правления Пенсионного фонда Российской Федерации
  - Генеральный директор ИТАР-ТАСС
  - Председатель ВГТРК
  - Председатель Банка России
  - Первые заместители Председателя Банка России
  - Генеральный директор федерального государственного унитарного предприятия «Рособоронэкспорт»
  - Ректор Финансовой академии при Правительстве Российской Федерации
  - Ректор Академии народного хозяйства при Правительстве Российской Федерации
  - Генеральный директор государственной транспортной компании «Россия»
  - Председатель правления открытого акционерного общества «Газпром»
  - Председатель правления Российского акционерного общества «ЕЭС России»
  - Президент открытого акционерного общества «Российские железные дороги»
  - Генеральный директор открытого акционерного общества «Аэрофлот — российские авиалинии»
  - Президент концерна «Росэнергоатом»
  - Иные должностные лица (определяются Руководителем Аппарата Правительства Российской Федерации, но не более 5 должностных лиц)
- А***АС
  - Заместители Председателя Совета Федерации Федерального Собрания Российской Федерации
  - Члены Совета Федерации Федерального Собрания Российской Федерации (обслуживаемые служебным легковым автотранспортом)
  - Руководитель Аппарата Совета Федерации Федерального Собрания Российской Федерации
  - Первый заместитель, заместители Руководителя Аппарата Совета Федерации Федерального Собрания Российской Федерации
  - Руководитель Секретариата Председателя Совета Федерации Федерального Собрания Российской Федерации
  - Председатель Центральной избирательной комиссии Российской Федерации
  - Заместитель Председателя Центральной избирательной комиссии Российской Федерации
  - Секретарь Центральной избирательной комиссии Российской Федерации
- А***АМ
  - Члены Совета Федерации Федерального Собрания Российской Федерации (пользующиеся личными легковыми автомобилями)
  - Депутаты Государственной Думы Федерального Собрания Российской Федерации (пользующиеся личными легковыми автомобилями)
- А***АО
  - Первый заместитель, заместители Председателя Государственной Думы Федерального Собрания Российской Федерации
  - Депутаты Государственной Думы Федерального Собрания Российской Федерации (обслуживаемые служебным легковым автотранспортом)
  - Руководитель Аппарата Государственной Думы Федерального Собрания Российской Федерации
  - Первый заместитель Руководителя Аппарата — управляющий делами Государственной Думы Федерального Собрания Российской Федерации
  - Заместители Руководителя Аппарата Государственной Думы Федерального Собрания Российской Федерации
  - Руководитель Секретариата Председателя Государственной Думы Федерального Собрания Российской Федерации
  - Генеральный секретарь — руководитель Секретариата Совета Межпарламентской Ассамблеи государств — участников Содружества Независимых Государств
  - Председатель Счетной палаты Российской Федерации
  - Заместитель Председателя Счетной палаты Российской Федерации
  - Аудиторы Счетной палаты Российской Федерации
  - Руководитель аппарата Счетной палаты Российской Федерации
- А***АК
  - Заместитель Председателя Конституционного Суда Российской Федерации
  - Судьи Конституционного Суда Российской Федерации
  - Судья-секретарь Конституционного Суда Российской Федерации
  - Руководитель Секретариата Конституционного Суда Российской Федерации
  - Первые заместители и заместители Председателя Верховного Суда Российской Федерации
  - Председатель Военной коллегии Верховного Суда Российской Федерации
  - Председатель Совета судей Российской Федерации
  - Председатель Высшей квалификационной коллегии судей Российской Федерации
  - Генеральный директор Судебного департамента при Верховном Суде Российской Федерации
  - Первый заместитель и заместители Председателя Высшего Арбитражного Суда Российской Федерации
  - Председатели федеральных арбитражных судов округов
  - Председатели арбитражных апелляционных судов
  - Первый заместитель, заместители Генерального прокурора Российской Федерации
  - Начальник управления делами Генеральной прокуратуры Российской Федерации
- А***АР
  - Высшее должностное лицо (руководитель высшего исполнительного органа государственной власти) субъекта Российской Федерации
  - Руководитель законодательного (представительного) органа государственной власти субъекта Российской Федерации